# Eye to the Telescope
Albums de KT Tunstall
False Alarm (EP)
(2004) KT Tunstall's Acoustic Extravaganza
(2006)
Eye to the Telescope est le premier album studio de KT Tunstall, qui a connu un certain succès. Il s'imposa dans les charts à la suite de sa nomination à l'édition 2005 du Mercury Music Prize. La chanteuse fut également révélée grâce à plusieurs singles extraits de l'enregistrement, tels que Black Horse and the Cherry Tree ou Suddenly I See.

## Liste des titres
1. Other Side of the World – 3:34
2. Another Place to Fall – 4:11
3. Under the Weather – 3:37
4. Black Horse and the Cherry Tree – 2:51
5. Miniature Disasters – 3:32
6. Silent Sea – 3:48
7. Universe & U – 4:01
8. False Alarm – 3:50
9. Suddenly I See – 3:22
10. Stoppin' the Love – 4:02
11. Heal Over – 4:27
12. Through the Dark – 3:48

## À noter
La chanson Black Horse and the Cherry Tree a servi pour la musique de la publicité d'Alice, celle présente sur l'album est une version acoustique à la guitare, différente de celle sortie en single (radio edit). Elle a révélé KT Tunstall au grand public.
La chanson Suddenly I see a été entendue dans :
- l'épisode 7 de la saison 2 de la Flander's Company[1] ;
- comme générique de la série française L'Hôpital ;
- Suddenly I See comme générique d'introduction du film Le Diable s'habille en Prada ;
- la publicité des Pages jaunes en 2011 ;
- la saison 2 épisode 7 de Esprits criminels.
- la saison 1 épisode 1 de Back to 15 sur Netflix (2022)[2]

La chanson Heal Over a été utilisée pour le film Loving Annabel.